# 城野昭
城野 昭（じょうの あきら、1944年11月14日 - ）は、元テレビ西日本（TNC）・毎日放送（MBS）の男性アナウンサー。

## 来歴・人物
神奈川県藤沢市出身。國學院大學卒。テレビ西日本を経て、1973年に毎日放送へ移籍。
主に野球などスポーツ中継を担当。プロ野球中継では「江夏の21球」で知られる1979年の日本シリーズ第7戦をはじめ、1992年10月10日のヤクルト優勝決定試合、1995年の日本シリーズ第2戦などの実況を担当。年末年始恒例の『全国高校ラグビー大会』では長年にわたり決勝戦の実況を担当。また、かつて行われていた「ソウル国際女子駅伝」のメイン実況も務めた。
1981年春の選抜高校野球の開会式では、入場行進曲（『青い珊瑚礁』）を歌った松田聖子をゲスト席に迎え実況を務める。
局内では「大声アナウンサー」として知られる。また、アナウンサー総出演番組『あどりぶランド』では「時代劇・水戸光圀」で息子を出演させるなど親バカぶりでも知られていた。その模様はムック『まるのまんまあどりぶランド』（シンコーミュージック）に掲載された。
2004年に同局を退職した後は、CS放送のGAORAなどでプロ野球（主に北海道日本ハムファイターズ戦）や社会人野球の実況を務めていたが、2010年8月4日MBSアナウンサー時代の後輩、野村啓司の番組『ノムラでノムラだ♪　EXトラ!』でスポーツ実況からの引退を発表。

## CM出演
- プロ野球スピリッツ6（コナミ）

## 関連人物
- 井上光央
- 水谷勝海
- 結城哲郎
- 美藤啓文
- 赤木誠
- 森本栄浩
- 馬野雅行
- 仙田和吉
- 近藤亨
- 三好俊行